# Nicolas d'Ochrid
Nicolas Vélimirovitch, ou saint Nicolas d'Ochrid, né le 4 janvier 1881  à Lelic, dans la municipalité de Valjevo (Serbie) et mort le 18 mars 1956 au monastère Saint-Thikon (en) de South Canaan (en), en Pennsylvanie (États-Unis), est un saint orthodoxe.
Évêque orthodoxe serbe, grand théologien et orateur, il est l'auteur d'une abondante littérature religieuse et théologique. Déporté par les nazis au camp de concentration de Dachau lors de la Seconde Guerre mondiale, il est libéré par les Alliés en 1945. Il renonce à revenir dans son pays, sous la dictature communiste naissante du maréchal Tito et part aux États-Unis, où il meurt en 1956.
Il est fêté le 3 mai mais aussi le 5 mars jour de sa mort (calendrier occidental).

## Biographie

### Origines et éducation
Nicolas Vélimirovitch est né dans le petit village de Lelic, dans l'ouest de la Serbie. Fils aîné d'une famille de paysans pieux (qui auront neuf enfants en tout) il paraît si faible à la naissance qu'il est rapidement baptisé au monastère de Celije, non-loin de là. Après avoir terminé ses études élémentaires, il est envoyé au séminaire Saint-Sava de Belgrade où il montre rapidement de très bonnes capacités intellectuelles. Diplômé du séminaire en 1905, il est sélectionné pour obtenir une bourse d'études du gouvernement pour faire des études à l'étranger.
Il se rend en Suisse et obtient en 1908 un doctorat en Théologie à l'université de Berne avec une thèse
sur "La foi en la Résurrection du Christ, comme dogme fondamental de l’Église apostolique", rédigée en allemand,. L'année suivante, 
il fait un nouveau doctorat, en philosophie, qu'il prépare à l'université d'Oxford et soutiendra à Genève, consacré à la philosophie de Berkeley.
Outre le serbe, il parlait couramment sept langues, apprises au fil de ses différents séjours dans les pays européens.

### Monachisme, voyages et épiscopat
Mais en 1909, il tombe très gravement malade et promet à Dieu de se faire moine et de Lui consacrer son existence s'il guérit. À la fin de l'année, il recouvre la santé ; il est tonsuré moine au monastère de Rakovica puis ordonné à la Prêtrise (Hiéromoine) le même jour.
Il devient archimandrite l'année suivante et est nommé en 1911 professeur assistant au séminaire Saint-Sava de Belgrade, où il enseigne la philosophie, la logique, l'histoire et les langues étrangères. Bon orateur, il fait des homélies très écoutées dans les églises et donne régulièrement des conférences. Il a également publié de nombreux articles dans des revues religieuses et littéraires, notamment sur Nietzsche, Shakespeare et Dostoievsky, ce qui le rend très connu.
Lorsqu'éclate la Première Guerre mondiale, il s'engage en tant que volontaire dans des actions humanitaires et aide à soigner des victimes de la guerre. Il est envoyé en mission diplomatique en Grande-Bretagne en 1914, puis aux États-Unis en 1915, pour faire part des souffrances endurées par la Serbie à cause de la guerre et récolter des fonds destinés à venir en aide aux victimes. Il sera également invité à cette époque à faire de nombreuses conférences en Angleterre et aux États-Unis, où il fera forte impression. Ses missions en Angleterre contribueront à renforcer les liens d'amitié entre l'Église orthodoxe serbe et l'Église anglicane. Il obtiendra un doctorat honoris causa de l'université de Cambridge.
En avril 1919, il revient en Serbie où il est consacré évêque du diocèse de Zica (il sera par la suite transféré à Ochrid).
En tant qu'évêque, il prêche la Foi, fait tout pour aider les pauvres et établit des orphelinats dans tout son diocèse. Il contribuera de façon notable au renouveau monastique en Serbie à cette époque-là. Il va par ailleurs à plusieurs reprises en visite au Mont Athos où il rencontre des figures spirituelles majeures comme saint Silouane et le père Sophrony (il ordonnera ce dernier diacre).

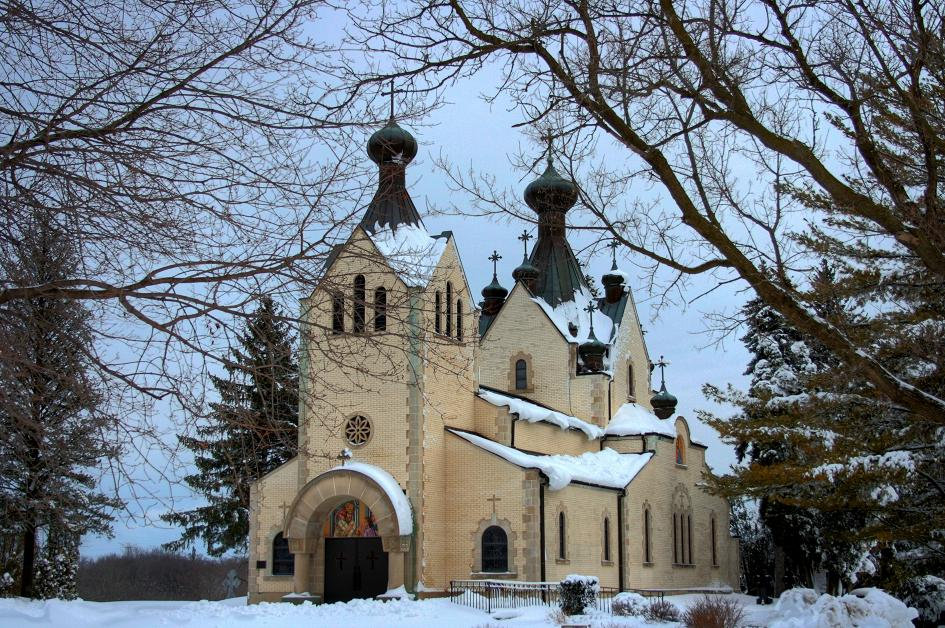
Le monastère orthodoxe serbe Saint-Sava à Libertyville.

Très connu en Serbie comme à l'étranger, il est de nouveau invité en 1921 aux États-Unis. En six mois, il y donne plus de cent conférences dans différentes églises et universités, y collecte des fonds pour des orphelinats et y aide l'Église serbe locale. C'est notamment grâce à lui que sera construit le monastère serbe Saint-Sava, à Libertyville, dans l'Illinois.
C'est entre 1920 et 1941 qu'il publie ses œuvres importantes. En 1937, il s'oppose avec vigueur au concordat conclu entre le gouvernement yougoslave et le Vatican, qui cherchait à considérer la Serbie comme terre de mission pour l'Église catholique romaine et ouvrait la voie à un prosélytisme de cette dernière dans le pays. Face à la forte opposition du clergé orthodoxe et de la population, ce traité sera finalement abandonné.
À la fin des années 1930, il participe  à plusieurs conférences internationales pour la paix.

### Seconde Guerre mondiale, exil et mort
En avril 1941, les Nazis envahissent la Serbie. L'évêque Nicolas émet de fortes critiques à leur encontre et condamne l'exécution de civils innocents pour venger la mort de soldats nazis. Il vient également en aide à des Juifs persécutés. Cela lui vaut d'être arrêté en juillet 1941, et placé en résidence surveillée au monastère de Ljubostinija où il demeure jusqu'en septembre 1944. Il est ensuite déporté au camp de concentration de Dachau avec le patriarche serbe de l'époque, Gabriel. Malgré l'enfer du camp, il y connaîtra une expérience mystique très profonde, qu'il relatera dans ses livres. 

« Au camp, c’est ainsi : tu es assis dans un coin et tu te dis encore et encore : “Je suis poussière et cendre. Seigneur, prends mon âme !” Et soudain ton âme est élevée dans les Cieux et tu vois Dieu face à face. Mais tu ne peux pas le supporter et tu Lui dis : “Je ne suis pas prêt ! Fais-moi revenir en bas !” Et ainsi une fois de plus tu es assis là pendant des heures et des heures, répétant : “Je suis poussière, je suis cendres ; prends mon âme !” Et encore une fois, Dieu te saisit vers le haut !” »

Il est finalement libéré à la suite de la prise de Dachau par l'armée américaine en avril 1945. Il sera souvent malade au cours des années suivantes à cause des épreuves subies.  
Le patriarche Gabriel décide de revenir en Serbie, mais l'évêque Nicolas ne veut pas subir la nouvelle dictature communiste du maréchal Tito, qui persécute l'Église. Il se résigne à l'exil et part aux États-Unis dans le courant de l'année 1946.
Arrivé aux États-Unis, il sillonne tout le pays et fait un vrai travail missionnaire auprès des fidèles. Il est tenu en haute estime par les Orthodoxes et autres Chrétiens d'Amérique du Nord. Selon Alexandre Schmemann, il était considéré faisant partie des "apôtres et missionnaires du Nouveau continent".
De 1946 à 1949, il enseigne dans plusieurs séminaires orthodoxes, dont le séminaire Saint-Vladimir de Crestwood. À partir de 1951, il réside au monastère Saint-Tikhon à South Canaan, en Pennsylvanie, et devient recteur du séminaire qui y est rattaché. 
C'est dans ce monastère qu'il meurt le matin du 18 mars 1956, alors qu'il est en prière à genoux.
Ses funérailles sont célébrées à New York puis il est enterré en présence de nombreux fidèles dans le monastère Saint-Sava de Libertyville, qu'il avait contribué à fonder. Une grande émotion étreindra la Serbie à l'annonce de sa mort.
Le régime communiste yougoslave interdira ses ouvrages religieux.

## Mémoire
Déjà en 1958, l'archevêque Jean Maximovitch (futur saint Jean de Shanghai) parle de l'évêque Nicolas comme du "Chrysostome de notre époque" (en référence à saint Jean Chrysostome), et il fait l'objet d'une grande vénération, en Serbie comme aux États-Unis.
En 1991, à la suite de la chute du communisme dans les pays de l'est, l'Église serbe demande au gouvernement américain le droit de rapatrier ses reliques dans son pays natal. Elles sont rapportées en mai 1991 à Belgrade puis enterrées dans l'église de son village natal de Lelic.
On constatera après ouverture du cercueil qu'elles sont incorrompues.
Nicolas Vélimirovitch est canonisé par l'Église orthodoxe serbe le 19 mai 2003.
Il est l'auteur d'un nombre de livres qui sont une excellente expression de la spiritualité orthodoxe au XXe siècle. 
Le 10 octobre 2021, diffusée sur France 2, l'émission religieuse de télévision Orthodoxie lui consacre entièrement son sujet. 

## Œuvres en français
- La foi et la vie selon l'évangile, traduit du serbe par Zorica Terzić, Éditions L'Âge d'Homme, coll. « Grands spirituels du XXe siècle ».
- Prières sur le lac, éd. L'Âge d'homme
- Sermons sous la montagne (1912)
- Par-delà le péché et la mort (1914)
- Les Commandements du Seigneur
- Les Méditations du Notre Père
- Paroles sur l’homme universel(1920)
- Prières sur le lac (1922)
- Pensées sur le bien et le mal (1923)
- Nouveaux sermons sous la montagne (1923)
- Homélies pour les dimanches et jours de fête (1925)
- La foi des hommes cultivés (1928)
- Le Prologue d’Ohrid (1928)
- La Guerre et la Bible (1931)
- Symboles et Signaux (1932)
- Emmanuel (1937)
- Nomologie (1940)
- Le peuple serbe comme serviteur de Dieu (1941)
- Lettres missionnaires (1937-1941)